# 6e groupe de chasseurs cyclistes
Le sixième groupe de chasseurs cyclistes est une unité militaire française. Formé de chasseurs à pied entraînés comme infanterie cycliste, il combat pendant la Première Guerre mondiale et est dissous en 1929.

## Historique

### Création
Avant octobre 1913, il existait cinq compagnies de cyclistes, chacune affectée à un bataillon de chasseurs à pied. Intégrées aux bataillons de chasseurs (2e, 4e, 9e, 18e et 25e BCP) elles constituent la 6e compagnie de ces unités. Un décret du 4 avril 1913 prévoit la constitution de dix groupes cyclistes ; ce décret sera appliqué en octobre 1913, date de formation des groupes de chasseurs cyclistes (GCC).
Ces GCC sont des corps indépendants placés au centre des divisions de cavalerie (DC) et devant travailler constamment avec les cavaliers. Les GCC sont équipés de la bicyclette pliante modèle Gérard d'un poids de 13 kg. Ils portent l'écusson d'un bataillon de chasseurs à pied (BCP, BACP) sur le képi et sur le col de la veste. Ces GCC sont des groupes de chasseurs (dont l'emblème est le cor de chasse) et ne doivent pas être confondus avec les cyclistes qui servent d'estafette dans les régiments d'infanterie (RI) et qui portent sur le col l'emblème du vélo brodé en rouge.
Le 6e GCC est formé à Lyon à partir de la compagnie cycliste du 4e BCP et de chasseurs du 13e BACP, il porte l'emblème du 13e BACP.
Le 6e GCC est attaché à la 6e division de cavalerie. Il se compose de deux capitaines, d'officiers, sous-officiers et de 400 chasseurs, organisés en trois pelotons.

### La Première Guerre mondiale

#### 1914
Le 6e GCC est envoyé du 1er au 5 août 1914 en Lorraine (Hablainville) pour surveiller la frontière. Après une escarmouche avec des hussards ennemis le 5 août 1914, il reçoit le « baptême du feu » le 9 août à Herbéviller. Il marche ensuite sur Sarrebourg (17-19 août), puis doit se replier sur Hertzing et Lunéville. Le 25 août, il participe activement à la bataille de Rozelieures (combats du bois de Lalau),. Ils sont ensuite envoyés le 10 septembre sur le front de la Marne et combattent à Dommartin et à Suippes, progressant et combattant jusqu'au 13 septembre sans ravitaillement[réf. souhaitée].
Début octobre 1914, le 6e GCC est envoyé à Hazebrouck et restera dans les Flandres jusqu'à la mi-novembre. Là, les Chasseurs marchent sur Roulers (16-20 octobre), arrivent à Paschendaele le 21 octobre et se posteront sur l'Yser (22-24 octobre). L'ouverture des canaux par le Roi des Belges afin de ralentir l'avancée allemande les surprendra dans cette région et certains Chasseurs vont même passer une nuit entière avec de l'eau arrivant à mi-poitrine[réf. souhaitée]. En novembre, ils se battent à Zonnebecke. Les combats en Flandres seront extrêmement éprouvants et meurtriers pour le 6e GCC : « Il y a un mois, le groupe comptait plus de 500 chasseurs ; le 12 novembre au soir, 70 environ reviennent du combat (…) Le groupe cycliste est trop décimé pour continuer le combat (…) Le 6e GCC avait depuis le début de la guerre sept officiers tués (dont quatre commandants de groupe), trois officiers blessés et plus de 600 sous-officiers et chasseurs hors de combat (…) Beaucoup de blessés ne reviendront pas au groupe cycliste et seront versés aux 6e BCP, 27e BCP, 11e BCP et 28e BCP ».

#### 1915
Le 6e GCC est reformé à Compiègne en janvier 1915 à l'effectif de 450 Chasseurs. Ils sont envoyés à Burnhaupt (Alsace) le 25 janvier 1915.
En juillet 1915, ils vont combattre dans les Vosges. Le groupe attaque à Launois le 24 et subit de lourdes pertes. Il doit de nouveau être reconstitué en août 1915.
En septembre, ils participent aux batailles de Champagne (ferme de Maffrecourt).

#### 1916
Le 6e GCC est mis en cantonnement en Lorraine toute l'année 1916, puis en Alsace début 1917.

#### 1917
Ils sont envoyés le 10 avril sur l'Aisne et participent à l'offensive Nivelle du Chemin des Dames (Berry-au-Bac, cote 108). Puis ils rejoignent la Champagne (Pompelle) de juin à décembre 1917.

#### 1918
Le 6e GCC fait face à l'offensive allemande de mars 1918 à Avricourt (Oise), puis le groupe rejoint de nouveau les Flandres (15 avril - 5 mai 1918).
Les Chasseurs Cyclistes seront ensuite portés à la bataille de l'Ourcq, puis à la contre-offensive de la Marne (2e bataille de la Marne).
Ils se battent à Montdidier du 8 au 12 août 1918 puis repartent dans les Flandres.

### Entre-deux-guerres

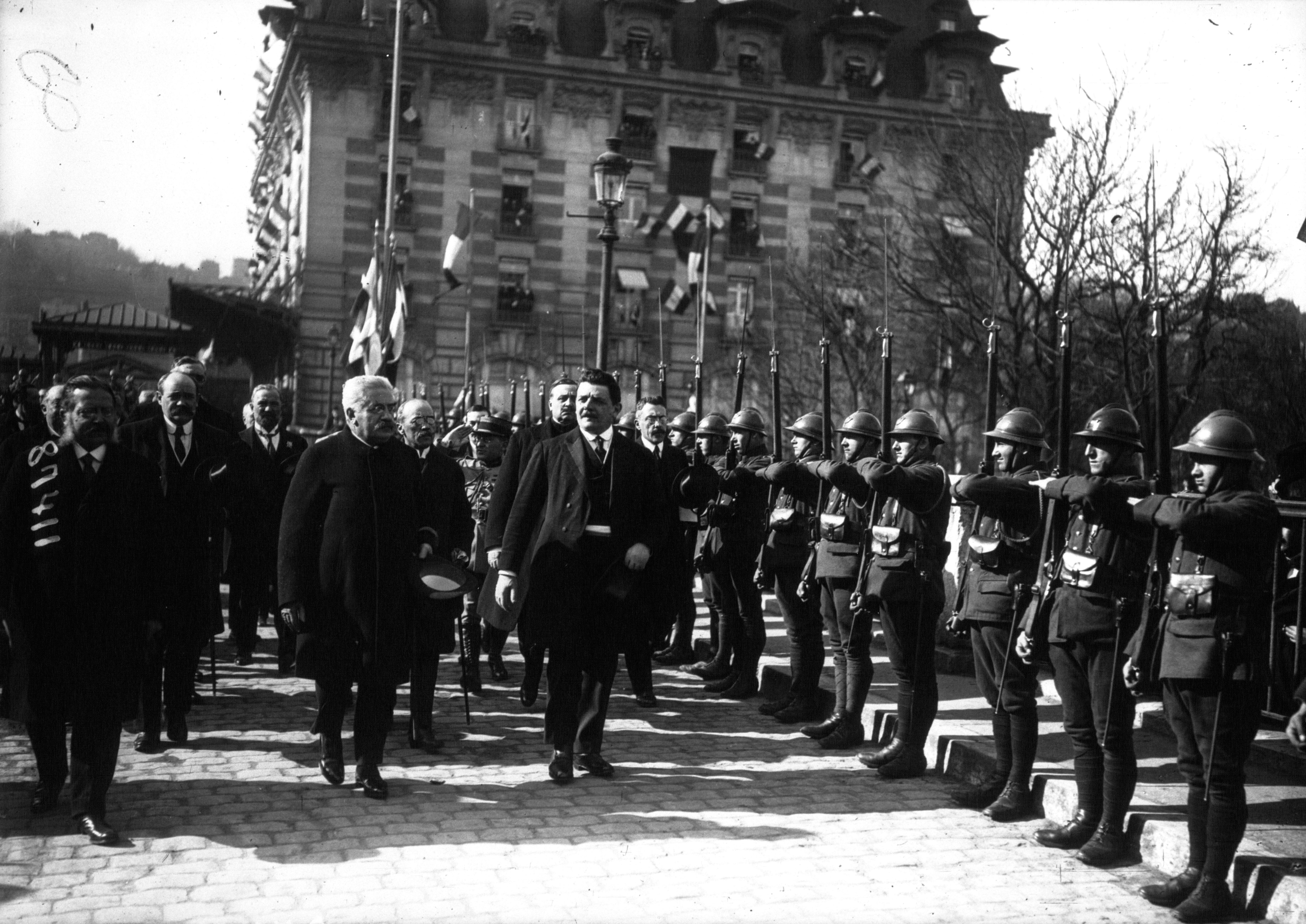
Les chasseurs du 6e GCC présentent les armes au président Millerand en visite à Lyon en 1921, accompagné du maire de Lyon Édouard Herriot.

La guerre finie, le 6e GCC reste en garnison à Versailles jusqu'à la fin juillet 1919. Il est dissous en mars 1929, remplacé à la 6e DC par le 5e bataillon de dragons portés[réf. souhaitée].

## Commandants du groupe
- octobre 1913 - août 1914 : capitaine Chrétiennot (tué le 21 août 1914)[27]
- août 1914 : lieutenant de Cazenove (tué le 25 août 1914)[28],[29]
- août 1914 - octobre 1914 : lieutenant Camus (voir plus bas)[30],[31]
- octobre 1914 - novembre 1914 : lieutenant puis capitaine Vergnes (tué le 12 novembre 1914)[9],[29]
- (le groupe est ramené à l'arrière de novembre 1914 à janvier 1915)
- janvier 1915 - février 1915 : lieutenant puis capitaine Camus (tué le 24 juillet 1915)[32]
- février 1915 - mars 1918 : capitaine Marmier[33]
- mars 1918 : lieutenant Ravailler (blessé mortellement fin mars 1918)[34],[35]
- mars 1918 - 1919 : capitaine Buisson
- 1924 - 1928 : commandant Galy[36]

## Citations
Le 6e groupe de chasseurs cyclistes est cité à l'ordre de la 7e armée le 9 août 1915, à l'ordre de la 5e armée le 2 juillet 1917, à l'ordre de la 3e arméele 12 juillet 1918 et à l'ordre de la 6e division de cavalerie le 1er novembre 1914 et le 7 mars 1915.
En 1915, le 6e GCC reçoit, du général Requichot commandant la 6e DC. Il est orné de l'inscription Launois, 24 juillet 1915 et est décoré de la croix de guerre, avec quatre palmes et deux étoiles d'argent (citations à l'ordre de l'armée et de la division),. Le groupe est titulaire de la fourragère aux couleurs de la croix de guerre, remise le 12 juillet 1917.